# Scharder Bach
Der Scharder Bach ist ein ca. 1,5 km langer, südwestlicher und linker Nebenfluss der Wupper, die hier im Oberlauf Wipper genannt wird.

## Geographie

### Verlauf
Der Scharder Bach entspringt auf 382 m Höhe nordwestlich des Marienheider Ortsteils Vorderscharde. Er fließt in östliche Richtung südlich am Rehberg vorbei, wobei er zahlreiche kleine Quellzuflüsse aufnimmt. Von rechts bekommt der Scharder Bach am Mittellauf Zufluss von dem Vorderscharder- und dem Hinterscharder Bach.
Der Bach unterquert im Unterlauf die Trasse der Wippertalbahn sowie die Bundesstraße 256 und mündet kurz darauf auf 316 m Höhe bei Marienheide-Schmitzwipper in der Wupper.

### Einzugsgebiet
Das gut einen Quadratkilometer große Einzugsgebiet des Scharder Bachs wird über Wupper und Rhein in die Nordsee entwässert.
Es grenzt
- im Süden an das des Leppezuflusses Mühlenbach
- im Südwesten an das der Sülz, einem Aggerzufluss
- im Westen an das des Wipperzuflusses Obergogartener Bach
- und im Nordwesten an das der Gogartener Delle.

Das Einzugsgebiet ist im nördlichen Teil überwiegend bewaldet, ansonsten herrscht Grünland, teilweise auch Ackerland vor. Es wird von den Ton-, Schluff- und Sand- sowie untergeordneten Kalkgesteinen
der Eifeliumstufe des Mitteldevons geprägt. Über den Gesteinen hat sich schluffig-tonige Braunerde mit tiefgründigen Sand- und Schuttböden mit nur geringer nutzbarer Feldkapazität abgelagert. Die höchste Erhebung ist  mit 437,7 m der Hauerberg im Südwesten des Einzugsgebietes. Weitere benannte Berge sind der 419,2 m hohe Schöttlen Berg im Südosten und der Rehberg (412,4 m) im Nordwesten. Siedlungen sind Vorderscharde und Hinterscharde im Süden.

### Zuflüsse
- Vorderscharder Bach (rechts), 0,7 km
- Hinterscharder Bach (rechts), 0,3 km